# Sinding Sogn (Silkeborg Kommune)
 For alternative betydninger, se Sinding Sogn. (Se også artikler, som begynder med Sinding Sogn)
Sinding Sogn er et sogn i Silkeborg Provsti (Århus Stift).
I 1800-tallet var Sinding Sogn anneks til Sejling Sogn. Begge sogne hørte til Hids Herred i Viborg Amt. Sejling-Sinding sognekommune blev ved kommunalreformen i 1970 indlemmet i Silkeborg Kommune.
I Sinding Sogn ligger Sinding Kirke.
I sognet findes følgende autoriserede stednavne:
- Fuglsang (bebyggelse)
- Knøshede (bebyggelse)
- Nielstrup (bebyggelse)
- Sinding (bebyggelse, ejerlav)
- Skægbjerg (bebyggelse)
- Sømose (bebyggelse)
- Vesterskov (bebyggelse)